# Station Malderen
Station Malderen is een spoorwegstation langs spoorlijn 53 (Schellebelle-Mechelen-Leuven) in Malderen, een deelgemeente van Londerzeel.
De halte beschikte oorspronkelijk over een trapgevelstation uit 1867 met vijf traveeën. Een nieuw station met een enkele verdieping werd gebouwd in 1904 naast het oude station dat in gebruik bleef als huisvesting voor de stationschef. Beide gebouwen werden in de jaren zestig afgebroken. Sindsdien is het een onbewaakte stopplaats.
De perrons van station Malderen bevinden zich in een bajonetligging, dat betekent dat beide perrons aan de overkant van de overweg liggen. Zodoende blijft de overweg minder lang gesloten als een trein in het station stopt.

## Galerij

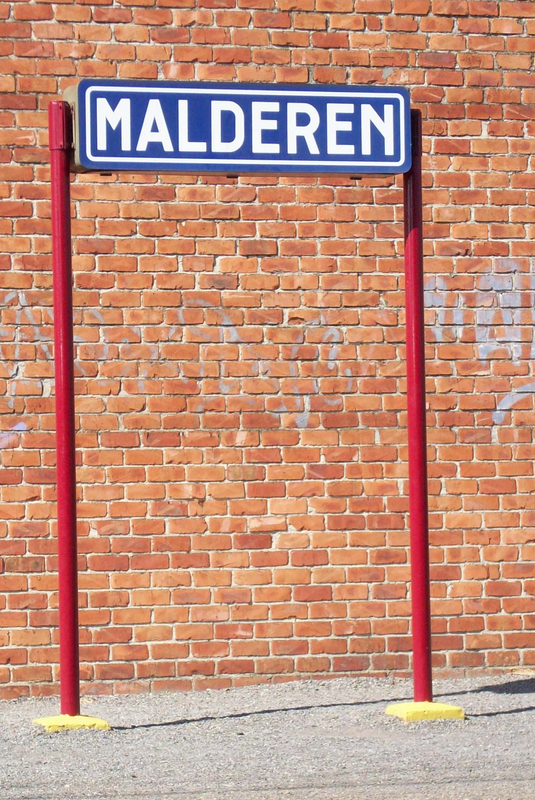
Naambord station Malderen
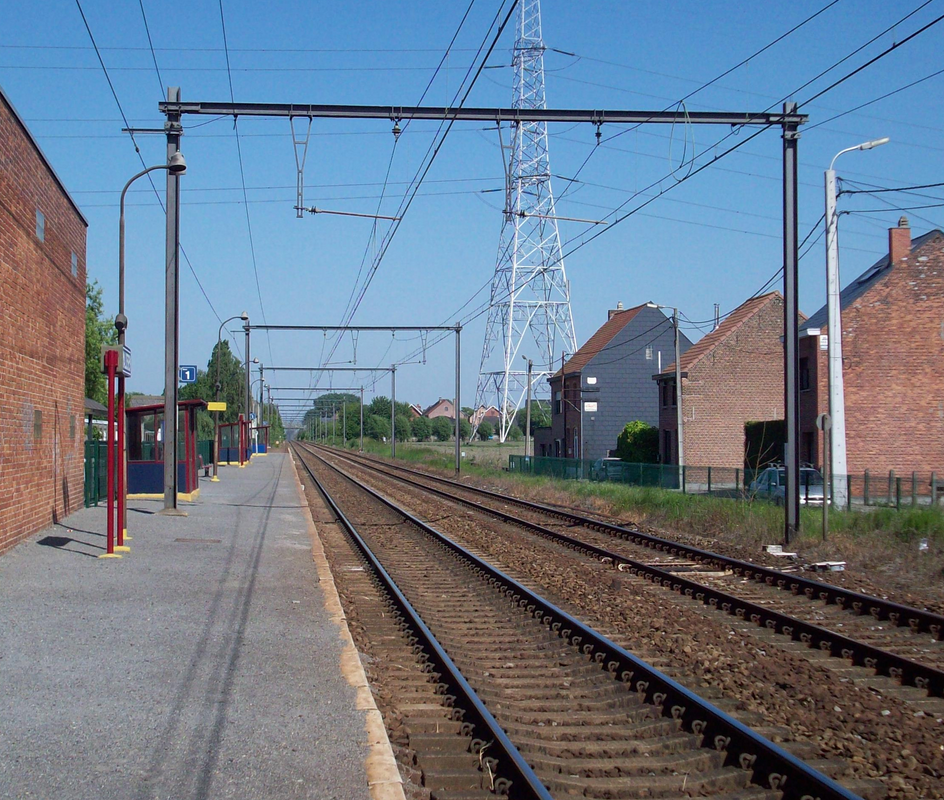
Zicht op perron 1
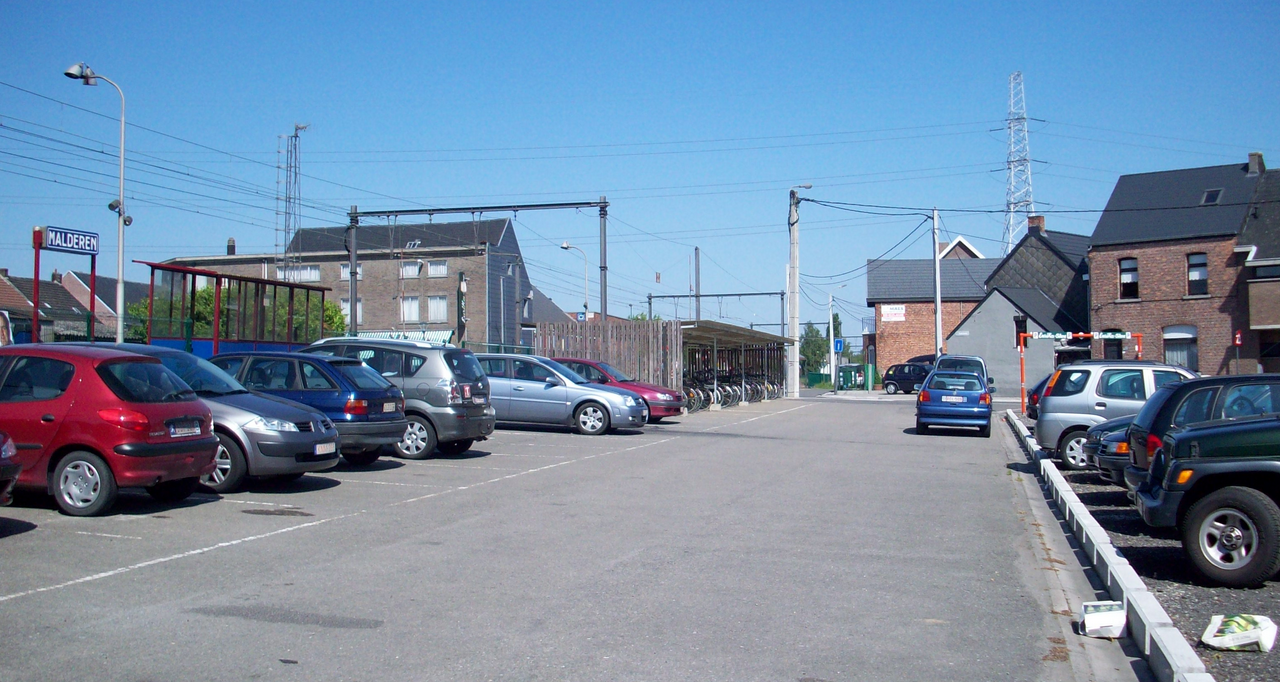
Parking stationscomplex
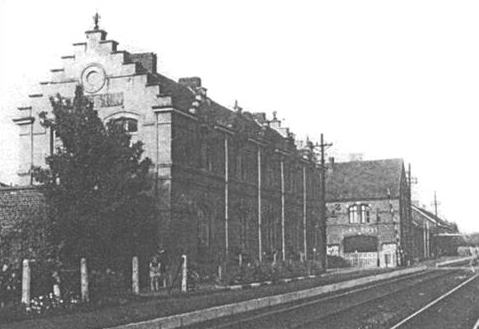
Voormalige station Malderen
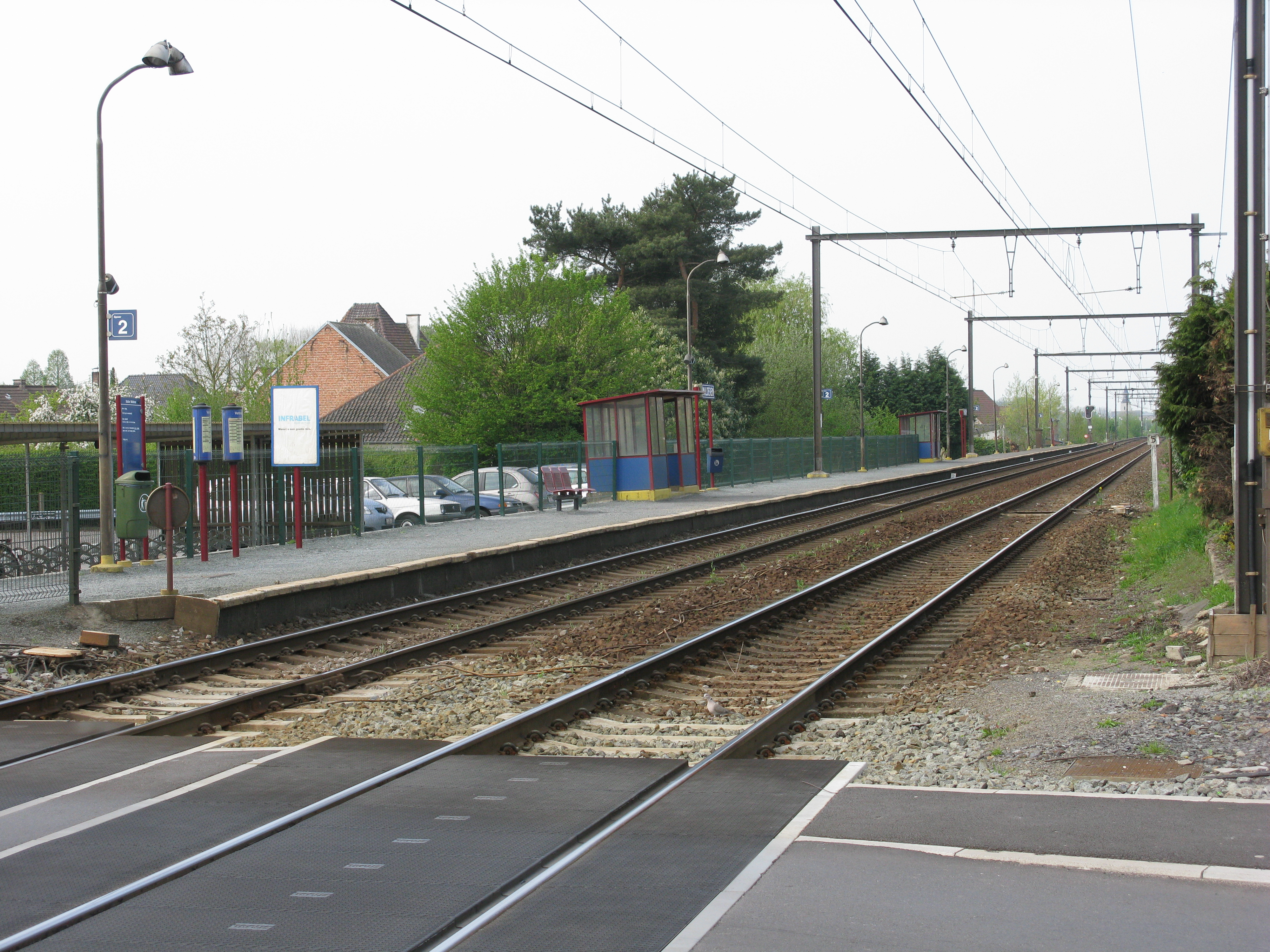
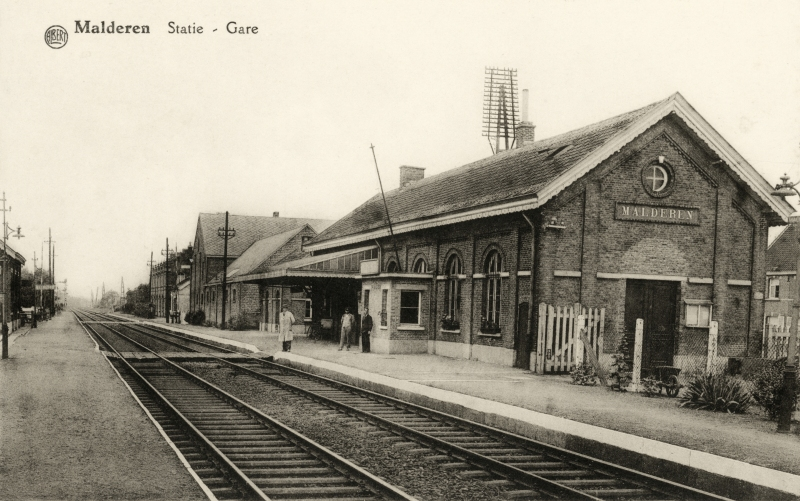
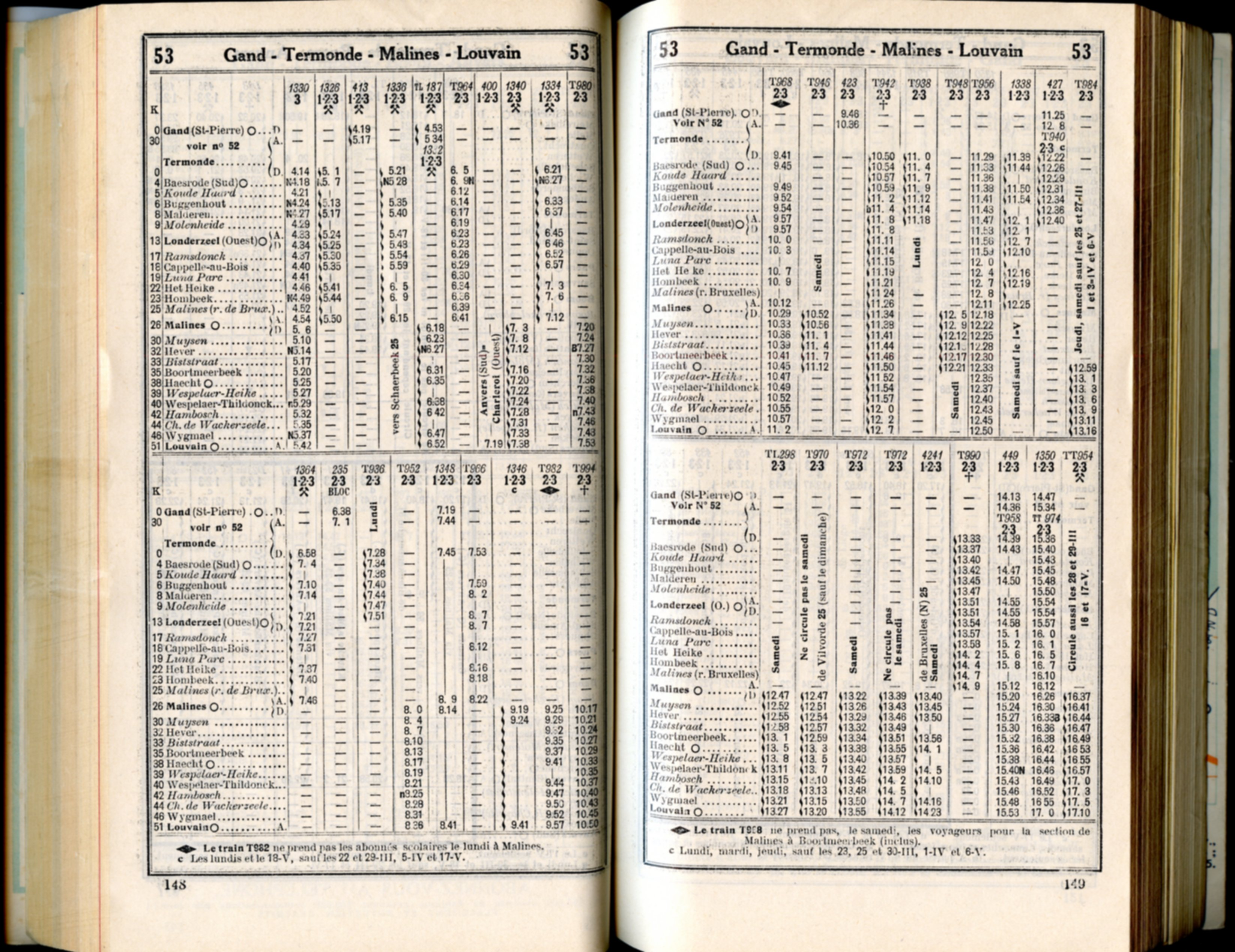

## Treindienst
| Serie       | Treinsoort          | Route | Bijzonderheden |
| ----------- | ------------------- | --- | --- |
| L 550       | L-trein (NMBS)      | Mechelen – Malderen – Dendermonde – Gent-Sint-Pieters – Brugge – [ Zeebrugge-Strand ] / [ Zeebrugge-Dorp ] | Rijdt in het weekend tussen Zeebrugge-Strand - Gent-Sint-Pieters. Rijdt enkel in juli en augustus in de week tussen Zeebrugge-Strand - Mechelen. |
| L 850       | L-trein (NMBS)      | Mechelen – Malderen – Dendermonde – Gent-Sint-Pieters – Kortrijk                                           | Rijdt alleen in het weekend. |
| P 7090/8090 | Piekuurtrein (NMBS) | [ Sint-Niklaas – ] / [ Dendermonde – Malderen – ] Mechelen – Leuven                                        | Rijdt alleen op werkdagen. Een trein van Dendermonde naar Gent-Sint-Pieters.                                                                     |
| P 7390/8390 | Piekuurtrein (NMBS) | [ Sint-Niklaas – ] / [ Dendermonde – Malderen – ] Mechelen – Leuven                                        | Rijdt alleen op werkdagen. |

## Reizigerstellingen
De grafiek en tabel geven het gemiddeld aantal instappende reizigers weer op een week-, zater- en zondag.
| Tabel: aantal instappende reizigers station Malderen | Tabel: aantal instappende reizigers station Malderen | Tabel: aantal instappende reizigers station Malderen | Tabel: aantal instappende reizigers station Malderen |
|                                                      | Weekdag                                              | Zaterdag                                             | Zondag                                               |
| ---------------------------------------------------- | ---------------------------------------------------- | ---------------------------------------------------- | ---------------------------------------------------- |
| 1977                                                 | 511                                                  | 23                                                   | 9                                                    |
| 1978                                                 | 473                                                  | 42                                                   | 22                                                   |
| 1979                                                 | 459                                                  | 46                                                   | 23                                                   |
| 1980                                                 | 505                                                  | 27                                                   | 50                                                   |
| 1981                                                 | 491                                                  | 38                                                   | 24                                                   |
| 1982                                                 | 521                                                  | 43                                                   | 41                                                   |
| 1983                                                 | 506                                                  | 22                                                   | 25                                                   |
| 1984                                                 | 557                                                  | 50                                                   | 50                                                   |
| 1985                                                 | 443                                                  | 56                                                   | 75                                                   |
| 1986                                                 | 407                                                  | 72                                                   | 45                                                   |
| 1987                                                 | 432                                                  | 49                                                   | 68                                                   |
| 1988                                                 | 433                                                  | 56                                                   | 52                                                   |
| 1989                                                 | 461                                                  | 66                                                   | 55                                                   |
| 1990                                                 | 553                                                  | 71                                                   | 40                                                   |
| 1991                                                 | 475                                                  | 57                                                   | 44                                                   |
| 1992                                                 | 414                                                  | 69                                                   | 38                                                   |
| 1993                                                 | 514                                                  | 79                                                   | 68                                                   |
| 1994                                                 | 410                                                  | 113                                                  | 53                                                   |
| 1995                                                 | 448                                                  | 66                                                   | 56                                                   |
| 1996                                                 | 526                                                  | 86                                                   | 70                                                   |
| 1997                                                 | 420                                                  | 105                                                  | 93                                                   |
| 1998                                                 | 466                                                  | 92                                                   | 106                                                  |
| 1999                                                 | 409                                                  | 89                                                   | 90                                                   |
| 2000                                                 | 392                                                  | 108                                                  | 96                                                   |
| 2001                                                 | 361                                                  | 74                                                   | 113                                                  |
| 2002                                                 | 374                                                  | 120                                                  | 96                                                   |
| 2003                                                 | 361                                                  | 63                                                   | 86                                                   |
| 2004                                                 | 287                                                  | 58                                                   | 96                                                   |
| 2005                                                 | 365                                                  | 79                                                   | 91                                                   |
| 2006                                                 | 345                                                  | 113                                                  | 112                                                  |
| 2007                                                 | 367                                                  | 87                                                   | 127                                                  |
| 2008                                                 | -                                                    | -                                                    | -                                                    |
| 2009                                                 | 343                                                  | 417                                                  | 109                                                  |
| 2010                                                 | -                                                    | -                                                    | -                                                    |
| 2011                                                 | -                                                    | -                                                    | -                                                    |
| 2012                                                 | 394                                                  | 113                                                  | 197                                                  |
| 2013                                                 | 330                                                  | 113                                                  | 166                                                  |
| 2014                                                 | 362                                                  | 135                                                  | 208                                                  |
| 2015                                                 | 287                                                  | 91                                                   | 101                                                  |
| 2016                                                 | 272                                                  | 89                                                   | 124                                                  |
| 2017                                                 | 345                                                  | 135                                                  | 111                                                  |
| 2018                                                 | 297                                                  | 65                                                   | 100                                                  |
| 2019                                                 | 400                                                  | 135                                                  | 134                                                  |
| 2020                                                 | 207                                                  | 88                                                   | 87                                                   |
| 2021                                                 | -                                                    | -                                                    | -                                                    |
| 2022                                                 | 391                                                  | 137                                                  | 217                                                  |
| 2023                                                 | 359                                                  | 115                                                  | 121                                                  |
| 2024                                                 | 356                                                  | 153                                                  | 136                                                  |

0,0: Schellebelle ·
2,8: Wichelen ·
5,8: Schoonaarde ·
9,7: Oudegem ·
12,5: Dendermonde ·
16,2: Baasrode-Zuid ·
18,2: Koude Haard ·
19,6: Buggenhout ·
21,6: Malderen ·
23,3: Molenheide ·
26,4: Londerzeel ·
28,2: Londerzeel-Oost ·
29,0: Ramsdonk ·
31,0: Kapelle-op-den-Bos ·
34,9: Heike ·
36,6: Hombeek ·
38,8: Brusselsesteenweg ·
39,6: Mechelen ·
42,6: Muizen ·
44,5: Hever ·
46,2: Biststraat ·
48,1: Boortmeerbeek ·
51,4: Haacht ·
52,5: Wespelaar-Heike ·
53,4: Wespelaar-Tildonk ·
55,8: Hambos ·
58,3: Wakkerzeelsesteenweg ·
59,4: Wijgmaal ·
64,1: Leuven